# سارگپه پابلند
سارگپه پابلند (نام علمی: Buteo rufinus) یک گونه پرنده شکاری از تیرهٔ بازان است. این پرنده در ایران نیز یافت می‌شود.

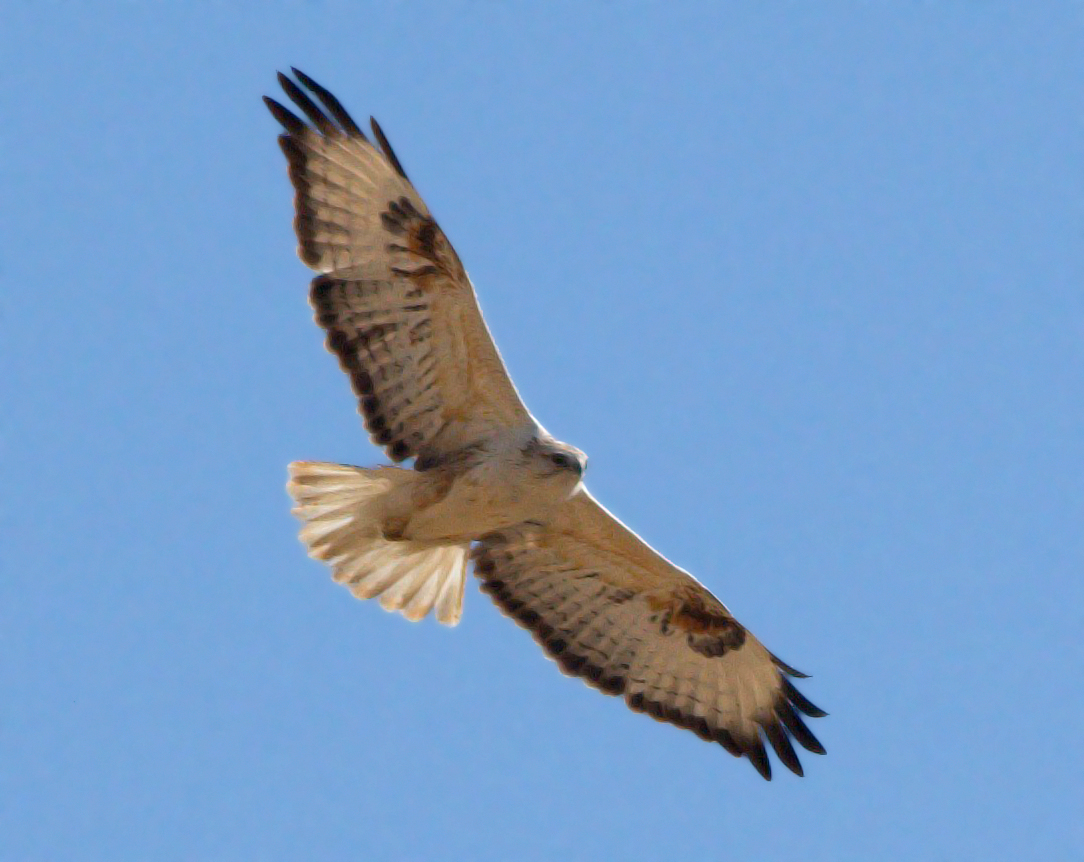
سارگپه پابلند در پرواز

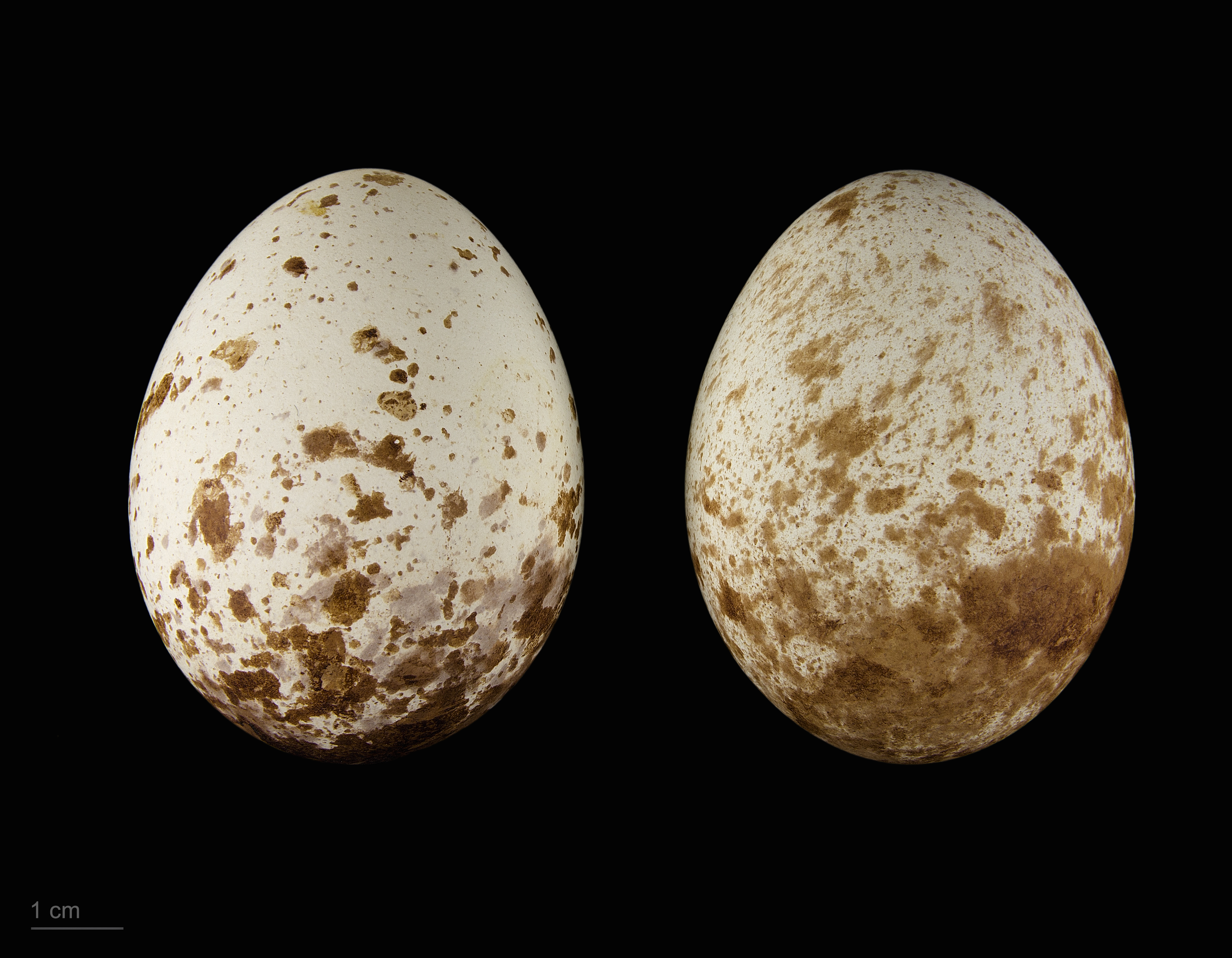
Buteo rufinus cirtensis